# Clem Cattini
Clemente Anselmo Arturo Cattini, doorgaans Clem Cattini genoemd (Stoke Newington (Londen), 28 augustus 1937) is een Engelse drummer. Hij werd bekend als drummer van The Tornados. Later werd hij een van de meest gevraagde sessiedrummers van het Verenigd Koninkrijk.

## Levensloop
Clem Cattini was de zoon van Italiaanse ouders die zich in Londen hadden gevestigd. Hij werkte in het Italiaanse restaurant van zijn vader voordat hij in 1958 besloot muzikant te worden. Hij begon als drummer in The 2i's Coffee Bar, een koffiebar in de Londense wijk Soho waar live muziek werd gespeeld. Veel Britse artiesten hebben gespeeld of zijn zelfs ontdekt in The 2i's Coffee Bar. Onder hen zijn Cliff Richard, Hank B. Marvin, Joe Brown, Tony Sheridan, Gary Glitter, Ritchie Blackmore, en dus ook Clem Cattini. Na korte tijd werd hij gevraagd voor een band met de naam The Beat Boys, die artiesten uit de stal van de impresario Larry Parnes begeleidde, onder wie Marty Wilde en Billy Fury.
In 1959 stapte hij over naar Johnny Kidd and the Pirates, de beroemdste Engelse rock-'n-roll-groep. Hij speelde mee op Shakin' All Over, de grootste hit van de groep (nummer 1 in augustus 1960). In 1961 werd Cattini een van de oprichters van The Tornados, die het jaar daarop met Telstar een nummer 1-hit scoorden, niet alleen in het Verenigd Koninkrijk, maar ook in de Verenigde Staten.
Na Telstar maakten de leden van The Tornados een voor een plaats voor anderen, voorop de basgitarist Heinz Burt. Cattini vertrok in 1964. Hij begon nu aan een bestaan als sessiemuzikant, af en toe afgewisseld met een vastere baan. Zo maakte hij enige tijd deel uit van The Fruit Eating Bears, de begeleidingsgroep van The Merseys.
Onder de artiesten die hij als drummer heeft begeleid, op de plaat en op het toneel, zijn The Ivy League, Dusty Springfield, The Bee Gees, Marianne Faithfull, Tom Jones, Joe Cocker, Roy Orbison en P.J. Proby. Hij viel ook in als drummer bij The Kinks en Herman's Hermits. In de jaren zeventig drumde hij onder andere voor Marvin, Welch & Farrar (een groep rond Hank B. Marvin), The Bay City Rollers en Tony Christie. Hij speelde mee op diens succesvolle single Is This the Way to Amarillo.
Meer dan veertig platen waarop Cattini heeft gespeeld, haalden een eerste plaats in de UK Singles Chart. Daaronder waren Angelo van Brotherhood of Man, Cinderella Rockefella van Esther & Abi Ofarim, Everlasting Love van Love Affair, Make It Easy on Yourself van The Walker Brothers, Release Me van Engelbert Humperdinck en You Don't Have to Say You Love Me van Dusty Springfield.
In 1975 nam Cattini met drie andere oud-leden van The Tornados het nummer Telstar opnieuw op. Het werd geen succes. In de jaren tachtig toerde hij met een nieuwe groep onder de naam The Tornados.
In 2008 speelde Cattini een kleine rol in de film Telstar van Nick Moran, over het leven van de muziekproducent Joe Meek, de grote man achter de gelijknamige hit. Cattini speelde overigens niet zichzelf (die rol was weggelegd voor James Corden), maar de chauffeur van een collega-artiest.
De laatste jaren treedt hij incidenteel op als drummer van Kidd Kane & the Pirates, een band die muziek van Johnny Kidd and the Pirates en tijdgenoten speelt. In 2016 maakte hij alweer een nieuwe versie van Telstar, nu met de skagroep The Skammers.